# 武漢光庭信息技術
武漢光庭信息技術（ぶかんこうていじょうほうぎじゅつ、簡体字中国語: 武汉光庭信息技术股份有限公司、英語: Wuhan KOTEI Informatics Co., Ltd.）は、中華人民共和国湖北省武漢市に本社を置く自動車向けソフトウェアの設計・開発を行うIT企業。

## 主な業務
- カーエレクトロニクス技術の研究と開発
- 位置情報ベースのスマートシティソリューションの研究と開発
- 高精度地図、自動運転技術の研究と開発

## 所在地
- 中華人民共和国湖北省武漢市

## 役員
- 董事長 - 朱敦尭（日本政府奨学金で東京大学大学院に留学経験があり[1][2]、令和2年度外務大臣表彰受賞者でもある[3][4]。）

## 参照
- 武汉光庭信息技术股份有限公司_百度百科
- 光庭会社が株式制改革で社名変更のお知らせ
- カーナビゲーション等の車載機器のソフトウェアを開発する武漢光庭（ぶかんこうてい）信息技術有限公司が愛知県に進出 | 2016年 - 更新情報 - 外国企業誘致 - ジェトロ